# チヴィタノーヴァ・マルケ
チヴィタノーヴァ・マルケ（伊: Civitanova Marche）は、イタリア共和国マルケ州マチェラータ県にある、人口約42,000人の基礎自治体（コムーネ）。
アドリア海に面した港湾都市である。コムーネ人口は県内最大の都市である県都マチェラータとほぼ並び、県内第2位である。

## 地理

### 位置・広がり
マチェラータ県のコムーネ。フェルモから北へ16km、県都マチェラータから東へ22km、州都アンコーナから南南東へ38kmの距離にある。

#### 隣接コムーネ
隣接するコムーネは以下の通り。
- モンテコーザロ
- ポルト・サンテルピーディオ (AP)
- ポテンツァ・ピチェーナ
- サンテルピーディオ・ア・マーレ (AP)

### 気候分類・地震分類
チヴィタノーヴァ・マルケにおけるイタリアの気候分類 (it) および度日は、zona D, 1643 GGである。
また、イタリアの地震リスク階級 (it) では、zona 2 (sismicità media) に分類される。

## 行政

### 分離集落
チヴィタノーヴァ・マルケには、以下の分離集落（フラツィオーネ）がある。
- Belvedere, Castelletta, Civitanova Alta, Costamartina, Filippantò, Fontespina, Piane Chienti, Porto Civitanova, Santa Maria Apparente

## 姉妹都市
- エージネ、イタリア 1989年
- San Martín、アルゼンチン 1990年
- シベニク、クロアチア 2002年
- Skawina、ポーランド 2005年

## 人物

### 著名な出身者
- アンニーバレ・カロ（英語版） - 16世紀の作家・詩人。
- ジュリオ・デ・パドヴァ（スペイン語版） - ピアニスト。